# 孝肃路街道
孝肃路街道，是中华人民共和国安徽省安庆市迎江区下辖的一个乡镇级行政单位。

## 行政区划
孝肃路街道下辖以下地区：
吴越社区、四照园社区、双井社区、荷花塘社区和菱湖南路社区。